# Ju-on The Curse 2
Ju-on 2 (呪怨2) es la segunda película en la serie de terror japonesa. La película fue estrenada en Japón el 25 de marzo de 2000 y luego lanzada en video el 14 de abril de 2000.
La mayor parte de esta secuela es un recapitulación de la primera, casi mostrando 30 minutos de nuevos detalles del total de los 76 minutos de la cinta. El resto de la película introduce nueva información sobre esos acontecimientos, nuevos personajes, así como una breve introducción de los acontecimientos que ocurrirán en las dos películas de cine.

## Sinopsis
De nuevo, la película entera se divide en seis pequeñas viñetas. La primera viñeta, Kayako, y la mitad del siguiente utiliza las secuencias del primer Ju-on.

### Kayako |伽椰子|
La película comienza de manera semejante como la más reciente, con Kobayashi Shunsuke que viene a casa y habla de su estudiante Toshio con su esposa Manami. Esto lo induce a visitar la casa de los Saeki.

### Kyôko |響子|
Esta viñeta comienza de la misma manera que la más reciente, y la mitad de él utiliza la misma secuencia de la primera cinta. Kyôko Suzuki (Yuuko Daike) se dirige a la firma de bienes raíces de su hermano Tatsuya (Makoto Ashikawa), donde le pide que vea una casa en particular. Al parecer el hogar tiene un oscuro pasado y él necesita que Kyoko aplique su tan única perspicacia en esa casa (Kyôko tiene una sensible habilidad psíquica, pues es naturalmente sensible al mundo de lo sobrenatural).

### Tatsuya |達也|
La recién mudada pareja Kitada está en la casa temprano en la mañana alrededor de una semana después de la mudanza. La esposa Yoshimi (Kahori Fujii) está sacando el correo fuera del buzón cuando un repartidor ha llegado. Él le pregunta cómo es que se ha cambiado a la casa, comenta que antes estaba totalmente vacía. Caminando de regreso a la puerta, Yoshimi abre el delgado paquete, con desconocido remitente. Afuera toma un dibujo de los padres de Toshio, reconocible en la primera película, también el diario de Kawamata Kayako. Mientras ella mira fijamente el diario, sus ojos se ensanchan y su rostro empieza a ser inexpresivo. Ella cree que su esposo tiene una amante y lo golpea con una sartén y posiblemente matándolo entonces comienza a llorar por lo que hizo. Tatsuya recibe una llamada de su secretaria diciéndole que Kyoko lo estaba esperando, pero Kyoko estaba comiendo con sus padres y comienza a creer que había algo en la casa por lo que va a esta, para que los Kitada la desalojen. Al llegar Yoshimi lo recibe muy bien pero luego se duerme y Tatsuya recibe una llamada que era de Toshio y este maúlla lo que hace que Tatsuya se resbale, entonces Yoshimi (poseída por Kayako) se acerca a él con una cara inexpresiva. Mientras eso sucedía, los padres de Tatsuya, Taiji y Fumi Suzuki fueron asesinados por Kayako dejándolos con una cara extraña; Kyoko se golpeaba por sí sola entonces Nobuyuki aparece caminando lentamente hacia la cámara.

### Kamio |神尾|
Dos detectives, Kamio (Taro Suwa) y su cadete Iizuka se dirigen con el antiguo detective, Yoshikawa, para darle las gracias e investigar su conducta repentina de querer retirarse. Yoshikawa y Kamio estuvieron implicados en el caso referente a los asesinatos y desapariciones de los Murakami, y de la pareja Kitada. La esposa de Yoshikawa-san les niega el acceso y les dice que su marido no puede salir de la casa. Kamio e Iizuka deciden investigar el caso de la muerte de los Suzuki descubriendo que ellos y Nobuyuki son los únicos relacionados con el caso, que no han muerto o desaparecido. Mientras fueron a la comisaría vieron una foto de Yoshikawa vigilando la casa y otra de la familia Kitada, ven en la foto de Yoshikawa a Yoshimi mirando por la ventana y es muy diferente en la otra foto Kamio descubre que la foto de Yoshikawa no estaba Yoshimi sino Kayako mirando a este, Kamio decide abandonar el caso pero Iizuka no se convence y continua investigando. La secretaria de la comisaría le dice a Iizuka que Kayako lo fue a visitar, entonces Kamio sale gritando de un cuarto donde entra Iizuka y la secretaria pero ninguno llega a salir, Kamio se sienta en una banca y Kayako aparece debajo de él.

### Nobuyuki |信之|
Nobuyuki está en la escuela, haciendo la limpieza con otros cuatro estudiantes. Las dos muchachas se quejan como los otros dos muchachos holgazanean alrededor y les indican que deberían actuar más cómo Nobuyuki, quienes ellos dicen, es horripilante. Nobuyuki se queda mirando fijamente hacia afuera de la ventana, en la que no parece haber nada en particular, pero resulta ser Kayako bajo la lluvia. Repentinamente, la mano de Kayako le da una palmada a la ventana, y alcanza a abrirla. El salón de clases está extrañamente vacío, y cuando Kayako se arrastra hacia adentro, Nobuyuki retrocede hacia la pared más lejana. Él corre hacia afuera del salón, y se asusta mientras ella empieza arrastrarse rumbo a la otra sala. Luego corre rápidamente hacia abajo en el vestíbulo, con Kayako buscándolo rápidamente. Abajo corre por las escaleras, entonces Kayako arrastrándose encima de ellas lo ve. Nobuyuki es finalmente acorralado cuando no puede abrir la puerta final, cae al piso de la desesperación y es atacado no por una, sino por dos Kayako avanzando sobre él. La siguiente toma muestra un Nobuyuki totalmente muerto y horrorosamente blanco, con Kayako acunando su cuerpo, numerosas Kayako se ven afuera de la ventana sobre el pavimento. En el interior del patio escolar, se pueden ver diez copias de Kayako balanceándose con el viento de la lluvia, croando como si tuviera una respiración ruidosa.

### Saori |沙織|
La viñeta final muestra la casa una vez más, con un letrero de SE VENDE fuera de ella. Aparentemente algunas muchachas (posiblemente las mismas de la película siguiente) están entrando a escondidas, y ellas dudan de la decisión de su cabecilla Saori, de entrar a ese hogar. 

## Muertes (en orden de aparición)
| Víctima             | Asesino |
| ------------------- | ------- |
| Manami              | Takeo   |
| Kobayashi           | Kayako  |
| Takeo               | Kayako  |
| Hiroshi             | Yoshimi |
| Madre de Tatsuya    | Kayako  |
| Padre de Tatsuya    | Toshio  |
| Tatsuya             | Yoshimi |
| Esposa de Yoshikawa | Kayako  |
| Iizuka              | Kayako  |
| Secretaria          | Kayako  |
| Kamio               | Kayako  |
| Nobuyuki            | Kayako  |

- No se sabe si Kyoko murió porque, al ver las muertes de Manami y Takeo, quedó en estado de shock permanente y era cuidada por su familia hasta que fue asesinada y quedó sola. Probablemente Kayako no le haya hecho al estar en ese estado, lo único que Kyoko podía hacer en ese estado era sonreír.
- Yoshikawa, el compañero de Kamio, es asesinado fuera de cámara, probablemente por Kayako. Su cadáver es encontrado por su esposa.
- Yoshimi Kitada, la nueva inquilina de la casa, es asesinada fuera de cámara, probablemente por Kayako después de haber matado a Tatsuya. Su cadáver es encontrado por la policía.

## Cronología
- Kayako es un ama de casa y madre de Toshio, un niño de primaria, quien se enamora obsesivamente de otro hombre y comienza a seguirlo, fotografiarlo y a crear montajes de imágenes de ambos juntos.

- Takeo, esposo de Kayako, descubre la afición de su mujer y en un arrebato de locura asesina a Kayako a Toshio y a un pequeño gato negro que era la mascota familiar, así nace la maldición que mata a todo el que entra en contacto con la casa en la que murieron Kayako y Toshio o con sus víctimas.

- Kobayashi se preocupa por la inasistencia a la escuela de Toshio, uno de sus más destacados alumnos.

- Kobayashi va a la casa de los Saeki y encuentra a Toshio actuando de manera extraña, decide ingresar a la casa y encuentra toda la casa repleta de basura y decide hablar con Toshio por un momento. Luego, llama a su esposa Manami para ver como estaba y ella le dice que tiene que colgarle porque alguien toca la puerta. Toshio comienza a emitir maullidos sin que Kobayashi se de cuenta.

- Takeo asesina a Manami de una manera inhumana, masacrándola con un cuchillo y arrancándole del vientre al bebe que estaba esperando, luego lo guarda en una bolsa.

- Kobayashi investiga la casa de los Saeki y encuentra el diario de Kayako donde se revela que ella estaba enamorada de él y luego en el ático encuentra el cadáver de Kayako y decide escapar con Toshio.

- Takeo arrastra el cuerpo del bebé de Manami hasta una caseta telefónica y llama al celular de Kobayashi.

- Kobayashi atiende y cuando Takeo le da la noticia de como mató a su esposa él se desmaya, Toshio toma el teléfono y habla con su padre. Kayako baja de las escaleras y Kobayashi muere por un paro cardíaco.

- Takeo se marea y cae en una avenida principal, Kayako aparece en unas bolsas y lo mata.

- Mucho tiempo después (omitiendo los sucesos principales de la primera película que no salieron en ésta), Tatsuya, un agente inmobiliario, invita a su hermana, Kyoko, a hablar sobre la venta de la casa de los Saeki.

- Kyoko investiga sobre la casa de los Saeki y descubre lo que ocurrió allí. Después de utilizar una técnica japonesa con el sake, descubre que la casa esta maldita y le pide a su hermano que no se la venda a nadie.

- El Sr. Murakami muere en el hospital, probablemente asesinado por Kayako.

- Nobuyuki, el hijo de Tatsuya, recibe la aparición fantasmal de Kayako pero ésta no lo mata. Desde entonces, Nobuyuki queda en shock.

- Kyoko llama a Tatsuya y le pregunta si vendió o no la casa. Tatsuya le dice que le vendió la casa a la familia Kitada y luego que la técnica del sake fracasara, la maldición se suelta de nuevo.

- Tatsuya descubre el comportamiento raro de Nobuyuki.

- Kyoko descubre que Kayako está detrás de la familia Kitada y pronto acabara con ellos.

- Kyoko contrata a un informante para que le consiga la información de la familia Murakami.

- Tatsuya recibe un llamado de la casa de los Kitada que solo emitía un sonido extraño.

- Kyoko descubre la manera de detener la maldición y recibe una llamada de Tatsuya diciendo que vaya a preparar la comida de Nobuyuki ya que llegara un poco tarde del trabajo, Kyoko va y encuentra a Nobuyuki en estado de shock.

- Yoshimi es poseída por Kayako y mata a su marido y luego sube al ático.

- Yoshikawa fotografía a Yoshimi al subir al ático, sin embargo al revelarla bien descubre que es Kayako. Poco más tarde Kayako trata de matarlo pero logra escapar.

- Una vecina se queja con Kyoko porque escucho un bebé llorando, pero no hay ningún bebé en la casa, Kyoko al descubrir que Kayako la ha seguido, trata de escapar con Nobuyuki pero este estaba sentado mirando la cocina, al abrir la puerta de la cocina, Kyoko se horroriza al ver que la muerte de Manami a manos de Takeo estaba recreándose como parte de la maldición. Kyoko queda en estado de shock permanente, de esta manera no puede acabar con la maldición.

- Tatsuya llega al departamento y al ver a Kyoko la lleva junto a Nobuyuki al hospital.

- Yoshikawa se enferma debido a la aparición fantasmal de Kayako.

- Tatsuya va a visitar a sus padres y trata de descubrir que paso en el departamento, el deja a cargo de sus padres a Nobuyuki y a Kyoko.

- Kamio y Iizuka van a visitar a Yoshikawa debido a sus grandes aportes en la investigación sobre el asesinato de la familia Murakami. Al llegar la esposa de Yoshikawa les niega verlo, los detectives se asoman por el patio y ven a Yoshikawa actuando de manera extraña, éste los ve y empieza a gritar, su esposa les vuelve a decir que se vayan.

- Tatsuya decide ir a visitar a la familia Kitada pero solo encuentra a Yoshimi en la puerta.

- Kyoko empieza a reírse, una buena noticia con respecto al shock permanente, pero luego Toshio ataca al padre de Tatsuya y Kayako mata a la madre, Nobuyuki desaparece y el Sr. Suzuki (padre de Tatsuya) sufre un infarto y muere.

- La secretaria de Tatsuya lo llama y le dice que Kayako la ha ido a buscar, Tatsuya se sorprende y le corta.

- Yoshikawa es asesinado por Kayako en sus sueños.

- Tatsuya recibe otro llamado, esta vez de un número desconocido, al atender solo escucha maullidos y al cortar se da cuenta de que los maullidos vienen de la casa y ve a Toshio el cual lo empuja. Yoshimi es poseída de nuevo por Kayako y mata a Tatsuya. Luego Kayako provoca que Yoshimi se suicide.

- La esposa de Yoshikawa descubre que su esposo ha sido asesinado, una mancha se forma en el techo de su habitación y luego Kayako la asesina.

- Horas después, Nobuyuki reaparece viendo como sus abuelos están muertos y a Kyoko riéndose, entonces camina hacia la calle haciendo una sonrisa malévola.

- Kamio e Iizuka investigan sobre Yoshikawa y descubren que él y su esposa fueron asesinados. Kamio descubre muchas pruebas que le hacen pensar que el espíritu de Kayako está detrás de todas las muertes que sucedieron.

- Nobuyuki sale hacia la secundaria. Su profesor le dice que se quede a hacer mantenimiento con otros cuatro compañeros.

- Kamio, asustado por las horribles conclusiones de que el alma de Kayako convertida en demonio está asesinando a las personas, decide abandonar el caso, Iizuka sigue investigando sobre el diario de Kayako.

- Nobuyuki descubre a Kayako en el patio de su escuela y lo mira fijamente, mientras sus compañeros se pelean o juegan.

- La secretaria de la comisaría le dice a Iizuka que Kayako ha ido a visitarlo, sin embargo al ver la foto de Kayako la secretaria le indica que es esa persona quien ha ido a verlo, pero Iizuka descubre que Kamio tenía razón y Kayako trata de matar a Kamio pero falla.

- Mientras miraba a Kayako, Nobuyuki es llevado a otra dimensión paralela en donde se encuentra solo sin sus compañeros.

- Iizuka entra a la oficina de Kamio a detener a Kayako pero esta le rompe la cabeza estrellándola con la puerta, la secretaria tiene el mismo final al tratar de ayudarlo. Kamio se sienta en una banca y Kayako aparece debajo de él y lo mata.

- Nobuyuki es perseguido por Kayako en toda su escuela, al descubrir que Kayako se multiplicó decide darse por vencido y Kayako lo mata. Nobuyuki no podía haber escapado ya que había 20 Kayako esperándolo en el patio.

- Muchos años después, un grupo de muchachas guiadas por su cabecilla Saori ingresan a la casa de los Saeki, ahí beben Sake (posiblemente el que Kyoko dejó años atrás en la casa) y escuchan unos ruidos extraños lo que significa que Kayako está cerca de ellas.

## Reparto
| Actor             | Rol                                                            |
| ----------------- | -------------------------------------------------------------- |
| Yûrei Yanagi      | Shunsuke Kobayashi / un profesor de escuela de Toshio          |
| Yuue              | Manami Kobayashi                                               |
| Takako Fuji       | Kayako Saeki / esposa de Takeo / madre de Toshio / el fantasma |
| Takashi Matsuyama | Takeo Saeki / marido de Kayako / padre de Toshio               |
| Ryōta Koyama      | Toshio Saeki / hijo de Kayako y Takeo / un alumno de Shunsuke  |
| Yuuko Daike       | Kyôko Suzuki / hermana de Tatsuya                              |
| Makoto Ashikawa   | Tatsuya Suzuki / hermano de Kyôko / un agente inmobiliario     |
| Kahori Fujii      | Yoshimi Kitada / esposa de Hiroshi                             |
| Hua Rong Weng     | Hiroshi Kitada / marido de Yoshimi                             |
| Taro Suwa         | Kamio                                                          |
| Denden            | Yoshikawa / un detective policíaco                             |
| Reita Serizawa    | Iizuka                                                         |
| Tomohiro Kaku     | Nobuyuki Suzuki / hijo de Tatsuya /exalumno de Kobayashi       |

## Estrenos
| País      | Fecha               | Notas                |
| --------- | ------------------- | -------------------- |
| Japón     | 25 de marzo de 2000 | (Box Higashi-Nakano) |
| Japón     | 14 de abril de 2000 | (video premiere)     |
| Tailandia | 1 de abril de 2004  |                      |
| Finlandia | 2005                | (Premiere del DVD)   |